# Олиба I (граф Каркассона)

Южно-франкские графства IX века

Оли́ба I (фр. Oliba Ier; умер в 837) — граф Каркассона (не позднее 820—837) из династии Беллонидов.

## Биография

### Граф Каркассона
Олиба I, сын графа Белло, унаследовал Каркассонское графство после смерти своего бездетного брата Гислафреда. Вероятно, это произошло не позднее 820 года, так как в одной из хартий, датированных 12 сентября этого года, Олиба уже был титулован как граф.
О деятельности Олибы I как правителя Каркассона известно не очень много. Историк XIX века Жан-Пьер Крос-Меревьиль писал в своей «Истории графов и виконтов Каркассона», что Олиба в 826 году вместе со своим сюзереном, королём Аквитании Пипином I, присутствовал на государственном сейме Франкской империи в Ахене, а на следующий год участвовал в походе, организованном императором Людовиком I Благочестивым против мавров Кордовского эмирата и их союзника Аиссы. Однако эти сведения не находят подтверждения в современных Олибе I исторических источниках.
До нашего времени дошли несколько хартий, выданных королём Аквитании Пипином I, в которых этот монарх по просьбе Олибы дал ряд привилегий монастырям, расположенным на территории Каркассонского графства. Среди этих обителей наиболее щедрыми дарами были наделены аббатства Лаграс (в 827 году) и Сен-Илер (в 828 году), а также монастырь Сен-Жан-Баптист в Монтольё (в 828 и 835 годах).
В 834 году, по ходатайству маркиза Септимании Беренгера Мудрого, Людовик Благочестивый передал Олибе I в дар пфальцы Верзалас и Монтольё. Как предполагается, этот дар был наградой графу Каркассона за сохранение верности императору во время его войны со своими сыновьями.

### Семья
Граф Олиба I был дважды женат: первой его супругой была Элметруда (упоминалась в 820), второй — Ришильда (умерла не ранее 837). Детьми от этих браков были:
- Олиба II (умер около 879) — граф Каркассона (не позднее 870 — около 879)
- Акфред I (умер в 906) — граф Каркассона и Разе (около 879—906)
- Сунифред — аббат Лаграса. Предполагается, что его дочь Гинигильда была супругой графа Барселоны Вифреда Волосатого[7].

Предполагается, что близким родственником графа Олибы был аббат Сен-Жан-Баптист-де-Монтольё Гилафред, занимавший пост настоятеля этой обители в 820—830 годах. Одновременно, мнение некоторых исследователей о том, что старшим сыном и наследником Олибы I был некий Людовик Элиганий, упоминаемый в хартиях 820 и 851 годов, ещё историками XIX века признавалось ошибочным.

### Смерть Олибы I
Традиционно считается, что Олиба I скончался в 837 году. Этот вывод делается на основе хартии от 10 мая этого года, в которой вторая жена графа, Ришильда, уже названа вдовой. Сыновья Олибы по неизвестным причинам не смогли сохранить за собой Каркассонское графство, перешедшее к Бернару Септиманскому. Возможно, захват Бернаром владений умершего графа Олибы I стал одним из поводов для императора Людовика направить в 838 году в Септиманию своих посланцев (графа Бигорра Доната Лупа, маркграфа Тосканы Бонифация II и аббата Флавиньи Адребальда), которые посетив Каркассон, выявили здесь многочисленные злоупотребления как со стороны самого маркграфа Бернара, так и его виконта Альзона.
О судьбе старших сыновей Олибы I, Олибы и Акфреда, ничего не известно до 870 года, когда первый из них был назван в хартии короля Западно-Франкского государства Карла II Лысого владельцем земель Каркассонского и Разесского графств. Мнение некоторых историков о том, что дети Олибы I могли ещё в середине IX века владеть Разе, не подтверждено данными достоверных исторических источников.